# Tvireita
Tvireita är en kulle i Antarktis. Den ligger i Östantarktis. Norge gör anspråk på området. Toppen på Tvireita är 1 848 meter över havet.
Terrängen runt Tvireita är kuperad åt sydväst, men åt nordost är den platt. Trakten är obefolkad. Det finns inga samhällen i närheten. 